# Teruo Iwamoto
Teruo Iwamoto (n. 2 mai 1972) este un fost fotbalist japonez.

## Statistici
| Japonia | Japonia | Japonia |
| An      | Meciuri | Goluri  |
| ------- | ------- | ------- |
| 1994    | 9       | 2       |
| Total   | 9       | 2       |